# 喀依尔特斯河
喀依尔特斯河也作喀依尔特河，位于中华人民共和国新疆维吾尔自治区阿勒泰地区富蕴县境内，为额尔齐斯河源流之一。喀依尔特斯河由发源于阿尔泰山脊忙代恰达坂的忙代恰河和发源于海尔特达坂的海尔特河汇集而成，先向西南流，之后转向南流，于铁买克乡西南注入可可托海水库。全长100千米，流域面积2706平方千米。